# Chrysotaenia psycteria
Chrysotaenia psycteria là một loài bướm đêm trong họ Geometridae.